# Campeonato Paulista de Futebol de 1956 - Terceira Divisão
O Campeonato Paulista de Futebol de 1956 - Terceira Divisão foi a terceira edição desta divisão, organizada pela Federação Paulista de Futebol e equivaleu ao terceiro nível do futebol do estado.

## Participantes
| - Amparo (Amparo) - Aparecida (Aparecida) - Avenida (Salto) - Bandeirantes (Garça) - Cafelândia (Cafelândia) - Elvira (Jacareí) - Ferroviária (Assis) - Ferroviária (Pindamonhangaba) - Glória (Cafelândia) - Guarani Saltense (Salto) - Hepacaré (Lorena) - Monte Aprazível (Monte Aprazível) | - Oswaldo Cruz (Osvaldo Cruz) - Palmeiras (São João da Boa Vista) - Penapolense (Penápolis) - Portofelicense (Porto Feliz) - Rigesa (Valinhos) - Rio Claro (Rio Claro) - Saltense (Salto) - Santacruzense (Santa Cruz do Rio Pardo) - São Paulo (Avaré) - Sorocabana (Itu) - Tanabi (Tanabi) |

A partida final de desempate entre Tanabi x Elvira, foi designada para a cidade de Araraquara.

## Premiação
| Campeonato Paulista de 1956 - Terceira Divisão |
| ---------------------------------------------- |
| Tanabi Campeão (1º título)                     |